# Aimé-Pierre Frutaz
Aimé-Pierre Frutaz (pron. fr. AFI: [eme pjɛʁ fʁyta]), noto anche come Amato Pietro Frutaz, (Torgnon, 29 agosto 1907 – Roma, 8 novembre 1980) è stato un archeologo e storico italiano.

## Biografia
Sacerdote valdostano, protonotario apostolico (da cui deriva il titolo onorifico di Monsignore), per molti anni è stato presidente dell'Académie Saint-Anselme e direttore della biblioteca del Seminario maggiore (Grand séminaire) di Aosta, riorganizzandola e arricchendola con un importante lascito. Ricevette vari incarichi da parte della Curia romana.
Negli anni sessanta dimostrò che la Magna Legenda Sancti Grati su Grato di Aosta era falsa.

## Opere principali
- Le fonti per la storia della Valle d'Aosta, Roma: Ed. Historique et literaire, 1966.
- Le fonti per la storia della valle d'Aosta: Piemonte, 1966.
- Le fonti per la storia della Valle di Aosta e gli archivi storici e le biblioteche della città e della valle, 1958.
- Le piante di Roma, in collaborazione con Giorgio De Gregori, Niccolò Del Re, Fernanda Roscetti, Roma, Istituto di Studi Romani, 1962.